# Mathilde Beckmann

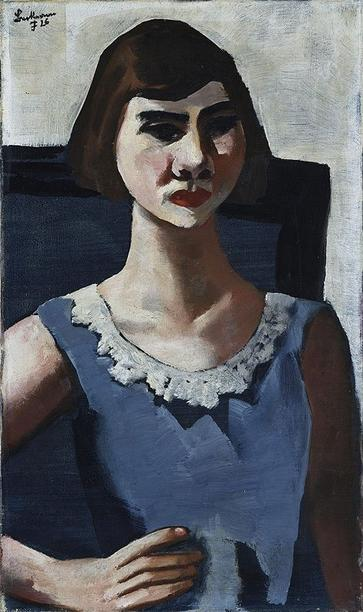
Max Beckmann; Quappi in Blau (1926)

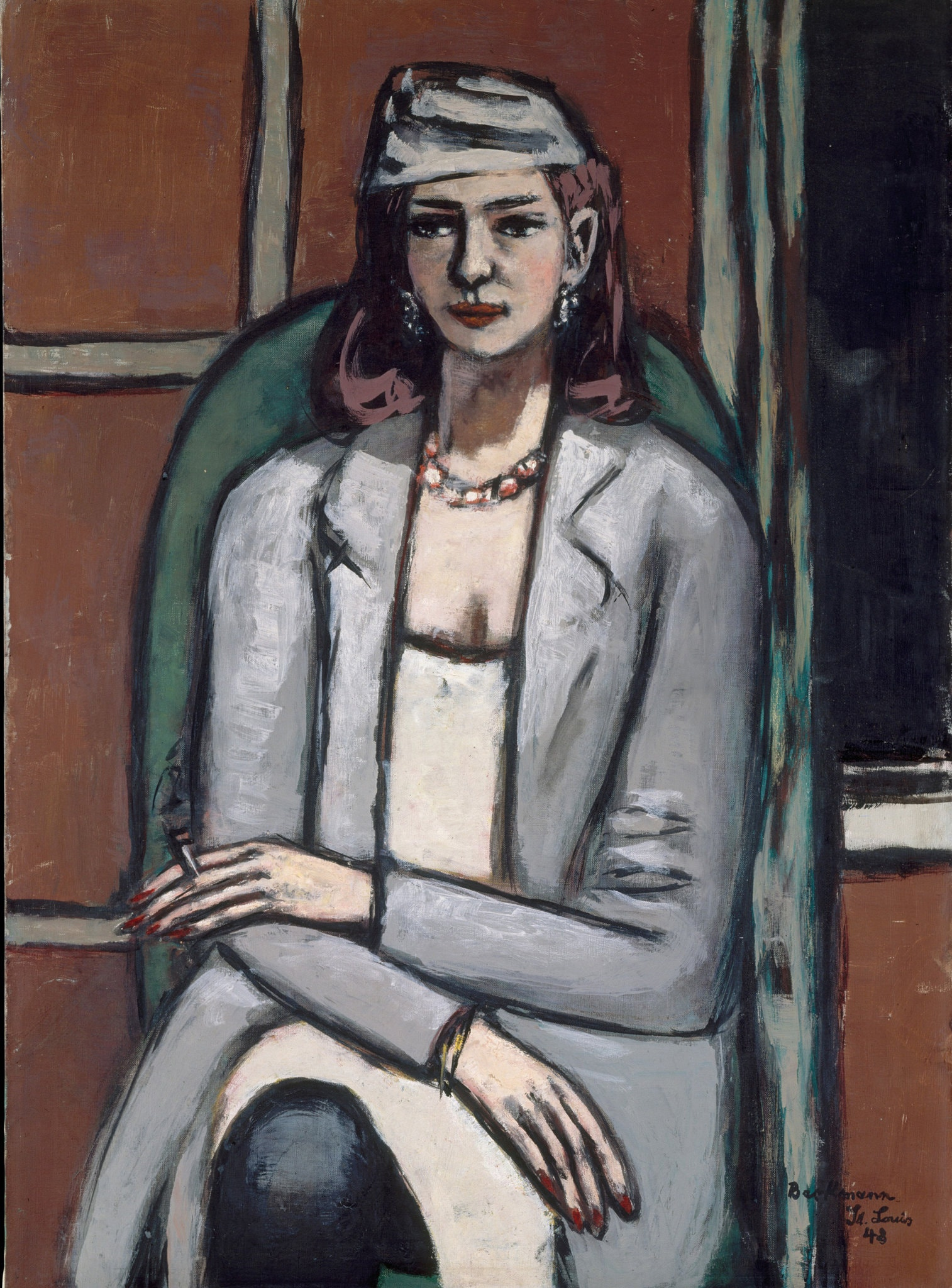
Max Beckmann; Quappi in Grey (1948)

Mathilde Beckmann (* 5. Februar 1904 in Ohlstadt; † 30. März 1986 in Jacksonville), geborene von Kaulbach, genannt Quappi, war eine deutsche Sängerin und Geigerin.

## Leben
Mathilde Beckmann war die jüngste Tochter des Malers Friedrich August von Kaulbach und seiner zweiten Ehefrau, der Violin-Virtuosin Frida Scotta. Sie wurde 1925 die zweite Ehefrau von Max Beckmann. Den Kosenamen Quappi, der eigentlich eine Anspielung auf ihren ursprünglichen Nachnamen ist, erhielt sie von Henriette von Motesiczky (und nicht wie manchmal zu lesen ist von Beckmann). Ihr Mann porträtierte sie in den nächsten Jahren vielfach. Sie ging mit Max Beckmann 1937 nach Amsterdam ins Exil und lebte ab 1947 mit ihm in den USA. Nach seinem Tod 1950 verwaltete sie seinen Nachlass und lebte bis zu ihrem Tod in New York City.